# Paralacydes punctigera
Paralacydes punctigera är en fjärilsart som beskrevs av Erich Martin Hering 1928. Paralacydes punctigera ingår i släktet Paralacydes och familjen björnspinnare. Inga underarter finns listade i Catalogue of Life.